# Колиска людства
Колиска людства (англ. Cradle of Humankind) — пам'ятник Світової спадщини (включений до списку ЮНЕСКО в 1999 р.). Знаходиться приблизно в 50 км на північний захід від Йоханнесбурга, в провінції Гаутенг, ПАР. Площа пам'ятника складає 474 км². Тут знаходиться комплекс вапнякових печер, у тому числі група печер Стеркфонтейн, де в 1947 році Роберт Брум і Джон Робінсон виявили викопні рештки Australopithecus africanus віком 2,3 млн років, і печера Висхідна зірка, де виявлений вид Homo naledi, а також — Печера чудес, Малапа, Сварткранс і Кромдрай (Kromdraai fossil site).
В цілому, в Колисці людства знаходиться понад 30 печер, де було знайдено викопні рештки.
7 грудня 2005 року президент ПАР Табо Мбекі відкрив новий Центр відвідувачів в Маропензі.

## Етимологія
Самопроголошена назва «Колиска людства» відображає той факт, що на цьому місці було знайдено велику кількість (а також деякі з найдавніших) скам’янілостей гомініда, деякі з яких датуються аж 3,5 мільйона років тому.

## Туризм
7 грудня 2005 року президент Південної Африки Табо Мбекі відкрив на цьому місці новий центр для відвідувачів — Maropeng.

### Ресурси Інтернету
- Sterkfontein and Maropeng visitor attractions website
- Maropeng — The Cradle of Humankind [Архівовано 30 серпня 2020 у Wayback Machine.]Official Website
- UNESCO — Fossil Hominid Sites of Sterkfontein, Swartkrans, Kromdraai, and Environs [Архівовано 27 березня 2007 у Wayback Machine.]
- Cradle of Humankind Map [Архівовано 4 травня 2017 у Wayback Machine.]
- Palaeo Tours — Scientist-led tours to the «Cradle»
- Стеркфонтейн [Архівовано 19 вересня 2017 у Wayback Machine.]